# Олівія Гонсалес
Олівія Гонсалес (14 жовтня 1978) — мексиканська плавчиня.
Учасниця Олімпійських Ігор 1996 року, де в змаганнях груп у складі своєї збірної посіла останнє, 8-ме, місце.